# Hospital de Pobres de Jesucrist
L'Hospital de Pobres de Jesucrist fou l'antic hospital de Moià originari del segle xiii i que actualment acull una residència per a gent gran anomenada Hopital-Residència Vila de Moià.

## Història
Si bé es desconeix exactament l'origen de l'hospital, es creu que podria ser una hostatge del segle xii, l'edifici estava situat a la strata francisca, camí que unia Vic i Manresa. La primera documentació de l'hospital data de la primera meitat del segle xiii, es tracta d'una donació feta a l'hospital a nom de Bartomeu de Muntanyola, considerat com el veritable fundador i administrador de l'hospital fins a l'any 1284, data en què comença la tasca com a rector de la parròquia Guillem de Soler. Un altre document, de l'any 1286, parla dels drets que tenia l'hospital sobre el mas de Montbrú gràcies a uns donants anònims. L'any 1298, el testament de Dolça de Casals, deixa també, casa i terres a l'hospital.
L'administració de l'hospital que va començar sent eclesiàstica, a partir de l'any 1336 amb la creació del municipi de Moià, l'hospital passa a ser considerat una entitat municipal, així, els administradors de l'hospital seran nomenats pel Consell Municipal. Amb els successius moviments polítics, l'administració de l'hospital va canviant de mans i no serà fins a l'any 1885 en l'acta del notari Joaquim Otzet de 22 de maig, que hi consta el conveni entre l'ajuntament, el rector de la parròquia i prohoms de la vila per crear una junta de patronat autònom i representatiu i una junta d'administració.
L'any 1757 comença l'obra del nou edifici de l'hospital, lloc que ocupa actualment. L'any 1848  s'estableixen a l'hospital les Germanes Carmelites de la Caritat, on hi donen servei i hi funden un col·legi de nenes. Posteriorment, l'any 1971, donaran servei a l'hospital les Germanes Josefines.
Actualment és l'Hospital-Residència de la Vila de Moià.